# Тодорчета
Тодорчета (болг. Тодорчета) — село в Болгарии. Находится в Габровской области, входит в общину Габрово. Население составляет 19 человек.

## Политическая ситуация
В местном кметстве Лесичарка, в состав которого входит село Тодорчета, должность кмета (старосты) исполняет Веселина Бонева Димова (инициативный комитет) по результатам выборов.
Кмет (мэр) общины Габрово — Томислав Пейков Дончев (Граждане за европейское развитие Болгарии (ГЕРБ)) по результатам выборов в правление общины.